# Silent Night (filme de 2012)
Silent Night (no Brasil, Natal Sangrento) é um filme américo-canadense de 2012, do gênero terror, dirigido por Steven C. Miller. É uma refilmagem de Silent Night, de 1984.

## Sinopse
Após testemunhar a morte de seus pais por um homem vestido de Papai Noel garoto é levado a um orfanato lá ele cresce e se torna um psicopata com grande ódio e rancor da lembrança daquele terrível dia disposto a matar pessoas no dia do natal.[carece de fontes?]

## Elenco
- Malcolm McDowell … Xerife Cooper.
- Jaime King … Aubrey Bradimore.
- Donal Logue … Papai Noel Jim.
- Ellen Wong … Brenda.
- Rick Skene … Ronald Jones/ Ronald Jones Jr.
- Andrew Cecon … Deputado Giles.
- Courtney-Jane White … Tiffany.
- Mike O'Brien … Stein Karsson.
- Curtis Moore … Reverendo Madeley.
- Ali Tataryn … Alana Roach.
- Brendan Fehr … Deputado Jordan.